# Сокая
Сокая — один из шести племенных союзов древнекорейского государства Кая. Был основан третьим королём государства Силла Юри в 19 (42) году н. э. в окрестностях современного уезда Косон провинции Кёнсан-Намдо.

## 6 племенных союзов Кая
- Кымгван Кая
- Ара Кая
- Тэкая
- Сонсан Кая
- Пихва Кая
- Сокая